# Матвей Захаров
Матвѐй Васѝлиевич Заха̀ров (на руски: Матвѐй Васѝльевич Заха̀ров) е маршал на Съветския съюз (1959), два пъти Герой на СССР, член на ЦК на КПСС, депутат във Върховния съвет на СССР (от IV до VIII сесии).
Роден е на 17 август 1898 г., в селско семейство. Захаров се присъединява към Червената гвардия през 1917 г., когато работи като шлосер в един от заводите в Петроград. В същата година встъпва и в редовете на РСДРП. Участва в щурма на Зимния дворец. По време на гражданската война в Русия служи под командването на Климент Ворошилов. През 1928 г. завършва Военната академия „Фрунзе“, а през 1937 г. – Генералщабната академия (завършва с година по-рано, заради липсата на офицери в Червената армия, породена както от увеличената численост на армията, така и от чистките на Сталин). През 1937 – 1938 г. е началник-щаб на Ленинградския военен окръг, а в периода 1938 – 1940 г. е заместник-командир (после и командир) на Одеския военен окръг.
В началото на Втората световна война Матвей Захаров командва армия на юг, а после е прехвърлен като началник-щаб на главнокомандващия на Северозападното направление. След това е началник-щаб последователно на Калининския (1942), Степния (до средата на 1943 г.) и 2-ри Украински фронт. Захаров се доказва като един от най-брилянтните съветски командири – като подчинен на маршал Конев (по-късно на Малиновски), той участва в планирането на редица блестящи операции. След края на войната в Европа, Захаров е прехвърлен на изток, където е назначен за началник-щаб на Забайкалския фронт и участва в планирането на нападението над японските войски в Манджурия.
След войната Захаров сменя редица високи постове – комендант на Генералщабната академия, заместник-началник на Генералния щаб и Главен армейски инспектор. От 1953 до 1957 г. е командир на войските на Ленинградския военен окръг, а от 1957 до 1960 г. е назначен за главнокомандващ на Групата съветски войски в Германия.
На 8 май 1959 г. е произведен в маршал на Съветския съюз. В периода 1960 – 1963 г. заема едновременно постовете началник на Генералния щаб и първи заместник на министъра на отбраната. За кратко през 1964 г. е назначен отново за комендант на Генералщабната академия, преди да бъде върнат като заместник-министър на отбраната – длъжност, която заема до излизането си в пенсия през 1971 г.
Маршал Матвей Василиевич Захаров умира на 31 януари 1972 г. Урната с праха му се съхранява в Кремълския некропол.
Неговото име носи Висшето военно свързочно училище в Рязан.